# 山猿 (歌手)
山猿（やまざる、英語: YAMAZARU、1984年3月20日 - ）は、日本の男性シンガーソングライター、作詞家、作曲家、音楽プロデューサー、俳優、実業家。ソロプロジェクト・LGMonkeesの元メンバー。本名は遠藤 竜治（えんどう りゅうじ）。福島県会津若松市出身。所属芸能事務所兼レコード会社、レーベルは自身が設立したPAC DA RECORDZ。血液型はO型。公式ファンクラブは「あいことBARルビー」。

## 概説

### 音楽性
LGMonkees名義では打ち込み主体によるポップス寄りのヒップホップを基調としていたが、山猿名義以降はヒップホップのみならず、ロック、EDM、コンテンポラリーR&Bなどを含んだ広義の意味でのポップスである。また山猿名義以降は、打ち込みを主軸にした楽曲もあるが、多くの楽曲で生楽器を使用しており、完全なバンドサウンドによる楽曲も制作されている。
作詞は1stアルバム『あいことば』収録の『「ぼくが好きな君の夢」』以外、全曲で担当。LGMonkeesでは共作が多いが、山猿では全て単独名義となっている。山猿曰く「90%が実体験から生み出されている」と発言しているように、嘘偽りも飾ることもない言葉で表現されている。

## 人物
6人兄弟の三男として生を受ける。スケートボードが趣味の引っ込み思案な性格だった小学生の頃から、祖母が営業していたスナック「ルビー」のカラオケで、自身のルーツである美空ひばりを始めとする演歌、カーペンターズや長渕剛など、多数のジャンルの音楽に触れていく。
中学生のときに学校の先輩に見せてもらったAIR JAMの映像を観たことで衝撃を受け、Dragon Ash、SCAFULL KINGやBACK DROP BOMBなどのミクスチャー・ロックやパンク・ロックにのめり込む。数年後就職、上京しサラリーマンとして働くが、2年で退職し帰郷。22歳頃から音楽活動を開始する。

## バイオグラフィ
17歳の時に2パックを聴いたのがきっかけでヒップホップに興味がわき、当時単身で上京していた東京や横浜のクラブに通いづめていた。その時期に当時東北で行われていたヒップホップイベント「西海岸」とその主催者であるLGY（現LGYankees）の存在を知り、地元を自分も熱くしたいと会津若松へ拠点を戻す。そんな中福島のクラブでLGYのメンバーHIROに出会い、これがきっかけで本格的に音楽活動を始める。初音源はHIROが監修したコンピレーション・アルバム『NORTH EAST』である。その後も山猿としてLGYankeesやNoaなど、NO DOUBT TRACKS所属アーティストの楽曲にフィーチャリングとして参加している。
2010年、"LGYankeesが送る謎のアーティスト"として別名義LGMonkees（エルジーモンキース）として活動。Dragon Ashのカバー曲「Grateful Days feat Noa」を配信曲としてリリース、その後本曲も収録したアルバム『LGMonkees』リリース後も猿のロゴを模する覆面アーティストとして活動しており、ライブ以外では自身の正体を完全に隠したまま活動（LGMonkeesの公式サイトでも顔に猿のロゴが貼られていた）。2011年、2ndミニ・アルバム『前回のLGMonkeesこと山猿です。』発売の告知とともにその正体が明かされ、山猿ということが判明した。グループ名の由来は諸説あるが、本人が語るところによると、「ある日突然、明日から山猿じゃなくてLGMonkeesという名前に決まりました」と言われたとのこと。「モンキース」は、英語表記による正しい複数形はMONKEYSであるが、意図的にMonkeesとしている。
通称はエルモン。これは、きゃりーぱみゅぱみゅの番組に出演した際にLGMonkeesさんと呼びにくい事から命名されたことがきっかけ。レーベルメイトの鈴木雅之には初対面の際に「山伏」と呼ばれたが、こちらは浸透しなかった。
デビュー配信シングル「Grateful Days feat Noa」はレコチョク クラブうたで2010年 年間ランキング1位を獲得。レコチョク クラブフルでは2010年 年間ランキング2位を獲得。他にも、有線放送キャンシステム7月度お問合せチャート1位、JOYSOUND歌詞の歌詞検索サイトでも1位!と3冠獲得でデビューした。
続く2nd 配信シングル「Life feat. Noa」でもレコチョクフル週間ランキング初登場4位を獲得、夏には1週間限定での配信シングル「花火」もチャートイン、NGMonkees診断ゲームも期間限定で配信し、話題に火がついていった。
2ndミニアルバム「前回のLGMonkeesこと山猿です。」を2011年3月17日のリリース直前に、東日本大震災にて被災。当時仙台に住んでいた為、家が津波の被害を受け、避難所生活を送る。当時、スタッフとも連絡がとれない中、残り少ない携帯電話の電池を使って、ブログに自身の安否を書き込み、このブログに多くのファンが安堵した。また、転々とした避難所生活の中で人の有難みを感じる出来事が多数起こる中、4月29日に自身の楽曲「宝島」が挿入歌になっている映画「豆腐小僧」の前夜祭イベントが行われた。
震災直後ということもあり、ライブができる状態ではないLGMonkeesであったが、ステージに立つと心配で集まったファンの多くが応援してくれ、又自身の楽曲で感動する観客を目のあたりにし、この時に「音楽で人は救われる」ということを本人は確信したと語っている。このときのライブで「3090」を歌唱した映像がYouTubeで約100万回再生され話題となった。
このライブを皮切りに全国各地に歌で愛を全国に伝えていきたいという想いのもと1年間で100本のライブを敢行!ライブで必ず歌う「3090」に対して、音源化の声が多数集まった為、急遽1週間限定で「3090」を配信したところ、限定期間終了後に更なる問合せが殺到。「3090」の歌詞の一部を変更し、楽曲アレンジなども施した「3090〜愛のうた〜」が完成した。
2011年10月26日に1stシングル「3090〜愛のうた〜」をリリース。レコチョク ウィークリー2位を獲得し、「ミヤネ屋」「NEWS ZERO」などの報道番組でも特集された。「カミスン」ではMCの中居正広が感動で涙したことも話題になり配信では累計200万ダウンロードを突破、動画サイトでは1000万PVを超えている。
2012年4月は河村隆一主演の舞台「銀河英雄伝説」のテーマ曲として「Change my LIFE」を書き下ろし、自身も「謎の男」として役者デビューを果たした。
2012年11月26日に1st AL「あいことば」をリリース。リード楽曲の「イマアイ」は
ドワンゴ タイアップCM、Music.jp タイアップCM、流派Rマンスリーアーティスト、TOKYO FM 「RADIO DRAGON」、FMフジパワープレイ、RAB青森放送「ZIP FRIDAY」エンディング、RAB青森放送「あさぷり」エンディング、仙台放送「あらあらかしこ」エンディング、福島中央テレビ「ゴジてれ土曜版」エンディング、FM新潟パワープレイ、福井テレビ「スーパーレディース駅伝」テーマソング、「BANDAY獏」オープニング、「スーパーニュース」エンディング、FM三重パワープレイ、伊豆シャボテン公園「カピバラの露天風呂30周年」テーマソング、「ABC万博マラソン2013」テーマソング、KBC朝日放送「ドォーモ!」エンディング、FM福岡パワープレイ、FM佐賀パワープレイ、と多くのタイアップとJOYSOUND歌詞検索サイト1位、レコチョク着うたフル2位、クラブフル1位、有線放送リクエスト1位を獲得。九州地区は6週、東北地区は5週。
他アルバム収録曲の「NAGISA」は映画「今日、恋をはじめます」のテーマソングに使用された。「元祖カピバラの露天風呂」PR大使に就任した為、2013年2月からはじまった全国ツアー「あいことばは生猿です」では、MCの際にカピバラ人形をステージから投げることが恒例となった。
ツアー終了後から長い制作期間に入り、ライブを中心とした活動を行わざるを得ない状態が続いたが、交流のあるやまだひさしのニコラジで緊急出演を果たし、重大発表として「LGMonkees」の解散を発表した。翌日のニュースには解散、活動休止と報じられたが、解散ライブで自分の口で直接ファンに話したいとして、解散当日まで口を閉ざしていた。
2014年10月6日に解散ライブを行い、当日の緊急記者会見の中で、今後は山猿に改名して音楽活動を続けると発表。2年半の空白のリリースを一気に埋めるかのような怒涛の12週連続配信企画をスタートさせた。

## 作品

### シングル
|     | 発売日         | タイトル         | 規格 | 規格品番  | オリコン | 初収録アルバム |
| --- | -------------- | ---------------- | ---- | --------- | -------- | -------------- |
| 1st | 2011年10月26日 | 3090〜愛のうた〜 | CD   | ESCL-3789 | 25位     | あいことば     |

|     | 発売日       | タイトル | 規格 | 規格品番                      | オリコン | 初収録アルバム |
| --- | ------------ | -------- | ---- | ----------------------------- | -------- | -------------- |
| 2nd | 2015年7月8日 | 風       | CD   | ESCL-4464/5（初回生産限定盤） | 40位     | あいことば3    |
| 2nd | 2015年7月8日 | 風       | CD   | ESCL-4466（通常盤）           | 40位     | あいことば3    |

### デジタルシングル
|     | 発売日         | タイトル               | 規格                   | 収録作品   | ビルボード |
| --- | -------------- | ---------------------- | ---------------------- | ---------- | ---------- |
| 1st | 2011年11月7日  | イマアイ               | デジタル・ダウンロード | あいことば | -          |
| 2nd | 2011年11月21日 | 赤い実ハジケタ恋空の下 | デジタル・ダウンロード | あいことば | -          |

|      | 発売日         | タイトル                     | 規格                   | 収録作品    | ビルボード |
| ---- | -------------- | ---------------------------- | ---------------------- | ----------- | ---------- |
| 3rd  | 2015年1月1日   | カジカ                       | デジタル・ダウンロード | あいことば2 | -          |
| 4th  | 2015年2月15日  | 桜色の記憶…                  | デジタル・ダウンロード | あいことば2 | -          |
| 5th  | 2015年10月12日 | 180°                         | デジタル・ダウンロード | あいことば3 | -          |
| 6th  | 2015年11月12日 | 愛・夢・孤独                 | デジタル・ダウンロード | あいことば3 | -          |
| 7th  | 2015年11月28日 | MAMA                         | デジタル・ダウンロード | あいことば3 | -          |
| 8th  | 2016年1月12日  | 赤い実ハジケタ恋空の下‥part2 | デジタル・ダウンロード | あいことば3 | -          |
| 9th  | 2017年1月12日  | バイバイ‥                    | デジタル・ダウンロード | あいことば4 | -          |
| 10th | 2017年2月12日  | 幸せのありか                 | デジタル・ダウンロード | あいことば4 | -          |
| 11th | 2017年3月12日  | 赤い糸                       | デジタル・ダウンロード | あいことば4 | -          |
| 12th | 2017年10月12日 | め組のひと                   | デジタル・ダウンロード | えんむすび  | 圏外       |
| 13th | 2018年3月12日  | ありがとう                   | デジタル・ダウンロード | あいことば5 | 48位       |
| 14th | 2019年1月16日  | じゃあね…                    | デジタル・ダウンロード | あいことば6 | 圏外       |

|      | 発売日         | タイトル                                | 規格                   | 収録作品    | ビルボード |
| ---- | -------------- | --------------------------------------- | ---------------------- | ----------- | ---------- |
| 15th | 2020年6月8日   | 名前の無い歌                            | デジタル・ダウンロード | あいことば8 | 14位       |
| 16th | 2020年6月20日  | 君の太陽                                | デジタル・ダウンロード | あいことば7 | 21位       |
| 17th | 2020年8月1日   | オレの彼女はプレイガール                | デジタル・ダウンロード | あいことば8 | 圏外       |
| 18th | 2020年11月25日 | 雪                                      | デジタル・ダウンロード | あいことば8 | 圏外       |
| 19th | 2021年2月18日  | 旅立ち (feat.HIPPY)                     | デジタル・ダウンロード | あいことば8 | 圏外       |
| 20th | 2021年3月11日  | 未来へ                                  | デジタル・ダウンロード | あいことば8 | 圏外       |
| 21st | 2021年4月23日  | イー・アル・カンフー ラップ (35th Ver.) | デジタル・ダウンロード | 未収録      | 圏外       |
| 22nd | 2021年7月7日   | 灰色 (feat.ITACHI)                      | デジタル・ダウンロード | あいことば8 | 圏外       |
| 23rd | 2022年2月22日  | お月様が笑わない...                     | デジタル・ダウンロード | あいことば9 | 圏外       |
| 24th | 2022年11月6日  | 最後の愛のうた〜                        | デジタル・ダウンロード | あいことば9 | 圏外       |
| 25th | 2023年4月15日  | 帰り道 (feat.t-Ace)                     | デジタル・ダウンロード | 未公表      | 圏外       |
| 26th | 2023年7月22日  | あの時の恋が迷子                        | デジタル・ダウンロード | 未公表      | 圏外       |
| 27th | 2023年10月21日 | はじまりの歌 (feat.KAY-I)               | デジタル・ダウンロード | 未公表      | 圏外       |

### オリジナル・アルバム
|     | 発売日         | タイトル   | 規格 | 規格品番  | オリコン |
| --- | -------------- | ---------- | ---- | --------- | -------- |
| 1st | 2012年11月28日 | あいことば | CD   | ESCL-3979 | 26位     |

|     | 発売日        | タイトル    | 規格   | 規格品番                       | オリコン |
| --- | ------------- | ----------- | ------ | ------------------------------ | -------- |
| 2nd | 2015年4月15日 | あいことば2 | CD+DVD | ESCL-4419/20（初回生産限定盤） | 14位     |
| 2nd | 2015年4月15日 | あいことば2 | CD     | ESCL-4421（通常盤）            | 14位     |
| 3rd | 2016年2月17日 | あいことば3 | CD+DVD | ESCL-4558/9（初回生産限定盤）  | 17位     |
| 3rd | 2016年2月17日 | あいことば3 | CD     | ESCL-4560（通常盤）            | 17位     |
| 4th | 2017年4月12日 | あいことば4 | CD+DVD | ESCL-4831/2（初回生産限定盤）  | 16位     |
| 4th | 2017年4月12日 | あいことば4 | CD     | ESCL-4833（通常盤）            | 16位     |
| 5th | 2018年5月2日  | あいことば5 | CD+DVD | ESCL-5057/8（初回生産限定盤）  | 26位     |
| 5th | 2018年5月2日  | あいことば5 | CD     | ESCL-5059（通常盤）            | 26位     |
| 6th | 2019年5月22日 | あいことば6 | 2CD    | ESCL-5241/2（初回生産限定盤）  | 30位     |
| 6th | 2019年5月22日 | あいことば6 | CD     | ESCL-5243（通常盤）            | 30位     |

| #   | タイトル                              | 作詞            | 作曲            | 編曲        |
| --- | ------------------------------------- | --------------- | --------------- | ----------- |
| 1.  | 「やりたくね〜ことやらない」          | 山猿            | 山猿、RYLL      |             |
| 2.  | 「君の太陽」                          | 山猿            | 山猿            | TA★1        |
| 3.  | 「おバカになりたい!!」                | 山猿            | 山猿            | AIBA        |
| 4.  | 「生きてるのに息してないみたい」      | 山猿            | 山猿、RYLL      |             |
| 5.  | 「今だけじゃムリ」                    | 山猿            | 山猿            | TA★1        |
| 6.  | 「キニシナイ feat.VOG」               | 山猿、VOG       | 山猿、VOG       | ROVER       |
| 7.  | 「Still North East feat.PANDALION」   | 山猿、PANDALION | 山猿、PANDALION |             |
| 8.  | 「WE ARE PAC DA RECORDZ feat.ITACHI」 | 山猿、ITACHI    | 山猿、ITACHI    | DJ EZEL     |
| 9.  | 「Skit〜とある日の着信2〜」           |                 |                 |             |
| 10. | 「キミナツ」                          | 山猿            | 山猿            | DJ No.2     |
| 11. | 「好きと嫌いには興味がない」          | 山猿            | 山猿            | AIBA        |
| 12. | 「ロクデナシのブルース」              | 山猿            | 山猿            | PENTAXX.B.F |

| #   | タイトル                     | 作詞         | 作曲               | 編曲        |
| --- | ---------------------------- | ------------ | ------------------ | ----------- |
| 1.  | 「灰色 feat.ITACHI」         | 山猿、ITACHI | 山猿、ITACHI       | TA★1        |
| 2.  | 「名前の無い歌」             | 山猿         | 山猿               | AIBA        |
| 3.  | 「君の太陽」                 | 山猿         | 山猿               | TA★1        |
| 4.  | 「Rich」                     | 山猿         | 山猿               | DJ No.2     |
| 5.  | 「惚れた女は過去でもアート」 | 山猿         | 山猿               | PENTAXX.B.F |
| 6.  | 「俺の彼女はプレイガール」   | 山猿         | 山猿               | PENTAXX.B.F |
| 7.  | 「Skit〜とある日の着信3〜」  |              |                    |             |
| 8.  | 「ロミオとジュリエット」     | 山猿         | 山猿、RYUUKI BEATZ |             |
| 9.  | 「Joker」                    | 山猿         | 山猿               | DJ EZEL     |
| 10. | 「旅立ち feat.HIPPY」        | 山猿、HIPPY  | 山猿、HIPPY        | TA★1        |
| 11. | 「未来へ」                   | 山猿         | 山猿               | AIBA        |
| 12. | 「雪」                       | 山猿         | 山猿               | AIBA        |
| 13. | 「1984年式」                 | 山猿         | 山猿               | AIBA        |

| #   | タイトル                               | 作詞          | 作曲               | 編曲 |
| --- | -------------------------------------- | ------------- | ------------------ | ---- |
| 1.  | 「最後の愛のうた〜」                   | 山猿          | 山猿               | AIBA |
| 2.  | 「他よりもめっちゃイケてる」           | 山猿          | 山猿               | AIBA |
| 3.  | 「いつまでも遊んでいたい」             | 山猿          | 山猿               | AIBA |
| 4.  | 「REP feat.Rafvery」                   | 山猿、Rafvery | 山猿               | TA★1 |
| 5.  | 「急かす時の流れが早すぎて」           | 山猿          | 山猿               | AIBA |
| 6.  | 「10秒数え終えたら」                   | 山猿          | 山猿               | TA★1 |
| 7.  | 「ZOOMのMTR」                          | 山猿          | 山猿               | AIBA |
| 8.  | 「お月様が笑わない」                   | 山猿          | 山猿               | AIBA |
| 9.  | 「首元に真っ赤なキスマーク」           | 山猿          | 山猿、AIBA         |      |
| 10. | 「Happy End feat.PoPoRo」              | 山猿、PoPoRo  |                    | AIBA |
| 11. | 「白い雪」                             | 山猿          | 山猿、RYUUKI BEATZ |      |
| 12. | 「それでも生きていかなきゃいけなくて」 | 山猿          | 山猿               |      |

### ミニアルバム
|     | 発売日         | タイトル  | 規格 | 規格品番  | オリコン |
| --- | -------------- | --------- | ---- | --------- | -------- |
| 1st | 2010年10月27日 | LGMonkees | CD   | ESCL-3560 | 19位     |

|     | 発売日        | タイトル                      | 規格 | 規格品番  | オリコン |
| --- | ------------- | ----------------------------- | ---- | --------- | -------- |
| 2nd | 2011年3月16日 | 前回のLGMonkeesこと山猿です。 | CD   | ESCL-3642 | 38位     |

|     | 発売日         | タイトル   | 規格 | 規格品番  | オリコン |
| --- | -------------- | ---------- | ---- | --------- | -------- |
| 3rd | 2017年11月22日 | えんむすび | CD   | ESCL-4950 | 42位     |

### ベストアルバム
|     | 発売日         | タイトル                | 規格   | 規格品番                       | オリコン |
| --- | -------------- | ----------------------- | ------ | ------------------------------ | -------- |
| 1st | 2016年10月26日 | 超あいことば -THE BEST- | CD+DVD | ESCL-4709/10（初回生産限定盤） | 21位     |
| 1st | 2016年10月26日 | 超あいことば -THE BEST- | CD     | ESCL-4711（通常盤）            | 21位     |

### 映像作品
|     | 発売日        | タイトル                                                                 | 規格    | 規格品番  | オリコン |
| --- | ------------- | ------------------------------------------------------------------------ | ------- | --------- | -------- |
| 1st | 2016年6月22日 | あにばーさる 〜山猿だよ!! 勝手に紅白猿合戦2015 あの夢への第一歩〜        | DVD     | ESBL-2443 | 29位     |
| 1st | 2016年6月22日 | あにばーさる 〜山猿だよ!! 勝手に紅白猿合戦2015 あの夢への第一歩〜        | Blu-ray | ESXL-96   | 108位    |
| 2nd | 2017年7月16日 | あにばーさる2 〜山猿だョ!! 今年も勝手に紅白猿合戦2016 あの夢への第二歩〜 | DVD     | ESBL-2476 | 30位     |
| 2nd | 2017年7月16日 | あにばーさる2 〜山猿だョ!! 今年も勝手に紅白猿合戦2016 あの夢への第二歩〜 | Blu-ray | ESXL-109  | 141位    |

### 未発表曲
| タイトル | 備考 |
| -------- | --- |
| 3090     | 東日本大震災に被災し避難所生活での経験を経て制作され、その後のライブイベントで必ず披露されていた楽曲。2011年9月7日から9月13日まで1週間限定で着うた配信、TNCテレビ西日本「アソブンジャー」エンディングテーマにも起用されていた。後にリメイクした「3090〜愛のうた〜」としてシングル発売された。 |

### 提供楽曲
| アーティスト名    | タイトル             | 備考                     |
| ----------------- | -------------------- | ------------------------ |
| 鈴木雅之          | 22時までのシンデレラ | 作詞・作曲               |
| Cool-X            | Lady Crazy           | 共作詞                   |
| lol-エルオーエル- | tears                | 作詞・作曲・プロデュース |

### 参加作品
| 発売日         | 作品タイトル                                                              | アーティスト名             | 収録曲                                                 |
| -------------- | ------------------------------------------------------------------------- | -------------------------- | ------------------------------------------------------ |
| 2007年2月28日  | NORTH EAST                                                                | オムニバス                 | Link 6                                                 |
| 2007年6月17日  | GROWING UP                                                                | NISSIN                     | 音の鳴る島                                             |
| 2008年3月19日  | EPISODE 1                                                                 | EIGHT TRACK                | Hood Sta                                               |
| 2008年9月17日  | NO DOUBT!!! -NO LIMIT-                                                    | LGYankees                  | Life Goes On feat.山猿                                 |
| 2008年12月3日  | LUCY LOVE                                                                 | Noa                        | Flap Away feat.山猿                                    |
| 2009年1月7日   | DIGITAL NINJA MIXXX VOL.1                                                 | NISSIN                     | Digital Ninja Anthem                                   |
| 2009年8月5日   | LUCY LOVE -SEASON II-                                                     | Noa                        | Singled Out!! -Do It!Do It!Do It!- feat.山猿,ShaNa,GIO |
| 2009年9月16日  | MADE IN LGYankees                                                         | LGYankees                  | Good Luck Homies feat.山猿                             |
| 2009年12月16日 | LUCY LOVE -WINTER SEASON-                                                 | Noa                        | Powder snow feat.山猿                                  |
| 2010年1月20日  | CURE                                                                      | 中村舞子                   | First Desire feat.HIRO from LGYankees,山猿             |
| 2010年4月21日  | NO DOUBT DE GIO                                                           | GIO                        | 俺たちの絆 feat.山猿                                   |
| 2010年6月9日   | 2番の美学                                                                 | LGYankees presents DJ No.2 | ホントノコトバ feat.Lisa Halim,PURPLE REVEL,山猿       |
| 2010年6月30日  | NO DOUBT TRACKS                                                           | ノーダウトトラックス       | Good Luck Homies feat.山猿                             |
| 2010年8月18日  | Noaism                                                                    | Noa                        | Crewzing feat.山猿                                     |
| 2010年10月6日  | FLASH PLAYERS                                                             | NO DOUBT FLASH             | FOOT STAMP feat.山猿                                   |
| 2010年11月10日 | NO DOUBT TRACKS SWEETNESS BEST COLLECTION DJ PSYCHO from PURPLE REVEL MIX | オムニバス                 | ホントノコトバ feat.Lisa Halim,PURPLE REVEL,山猿       |
| 2010年11月10日 | NO DOUBT TRACKS SWEETNESS BEST COLLECTION DJ PSYCHO from PURPLE REVEL MIX | オムニバス                 | Peace My Life feat.山猿 & FRENZY                       |
| 2010年11月10日 | NO DOUBT TRACKS SWEETNESS BEST COLLECTION DJ PSYCHO from PURPLE REVEL MIX | オムニバス                 | Flap Away feat.山猿                                    |
| 2010年11月10日 | NO DOUBT TRACKS SWEETNESS BEST COLLECTION DJ PSYCHO from PURPLE REVEL MIX | オムニバス                 | First Desire feat.HIRO from LGYankees,山猿             |
| 2010年11月10日 | NO DOUBT TRACKS SWEETNESS BEST COLLECTION DJ PSYCHO from PURPLE REVEL MIX | オムニバス                 | Singled Out!! -Do It!Do It!Do It!- feat.山猿,ShaNa,GIO |
| 2010年11月10日 | NO DOUBT TRACKS SWEETNESS BEST COLLECTION DJ PSYCHO from PURPLE REVEL MIX | オムニバス                 | 俺たちの絆 feat.山猿                                   |
| 2010年11月10日 | NO DOUBT TRACKS SWEETNESS BEST COLLECTION DJ PSYCHO from PURPLE REVEL MIX | オムニバス                 | Good Luck Homies feat.山猿                             |
| 2011年2月16日  | BARIBARI LGYankees                                                        | LGYankees                  | STEP BY STEP feat.山猿                                 |
| 2011年2月16日  | BARIBARI LGYankees                                                        | LGYankees                  | Only Holy Story                                        |
| 2011年5月25日  | 「クローズ × WORST」トリビュートソング・アルバム                          | オムニバス                 | Good Luck Homies feat.山猿                             |
| 2011年6月8日   | ひとりさみしく                                                            | ShaNa                      | Yell 3.11                                              |
| 2011年12月7日  | N                                                                         | Noa                        | Dear Best Friend feat.LGMonkees                        |
| 2012年2月15日  | GO! GO! LGYankees!!!                                                      | LGYankees                  | ボクでいいよね ～愛のうた～ feat.LGMonkees             |
| 2012年3月14日  | NO DOUBT TRACKS ALL STARS MIX 2012                                        | オムニバス                 | Only Holy Story                                        |
| 2012年3月14日  | NO DOUBT TRACKS ALL STARS MIX 2012                                        | オムニバス                 | Life feat.Noa                                          |
| 2012年3月14日  | NO DOUBT TRACKS ALL STARS MIX 2012                                        | オムニバス                 | Greatful Days feat.Noa                                 |
| 2012年4月18日  | SO-TA                                                                     | SO-TA                      | 世界で一番のキセキ feat.LGMonkees                      |
| 2012年5月9日   | ズルしないでちゃんと愛してよ with LGMonkees                               | 果山サキ                   | ズルしないでちゃんと愛してよ with LGMonkees            |
| 2012年7月11日  | Noa's LOVE                                                                | Noa                        | 愛した君がいた feat.LGYankees,LGMonkees                |
| 2012年7月11日  | Noa's LOVE                                                                | Noa                        | Life Ⅱ〜アタシからアナタへ〜 feat.LGMonkees            |
| 2012年7月11日  | Noa's LOVE                                                                | Noa                        | Peace My Life 〜今を生きる君へ〜 feat.LGMonkees,SO-TA  |
| 2012年8月8日   | Colorful Love                                                             | PURPLE REVEL               | さよなら 〜恋のうた〜 feat.LGMonkees                   |
| 2012年9月5日   | because you are you                                                       | Aqua Timez                 | 君となら feat.LGMonkees,いしばしさちこ                 |
| 2012年9月12日  | HIGH ROLLER                                                               | NO DOUBT FLASH             | シューティング⭐︎スター ～星に願いを～ feat.LGMonkees   |
| 2012年9月19日  | 10 stories Love song 〜Featuring Best〜                                   | Lisa Halim                 | ホントノコトバ feat.Lisa Halim,PURPLE REVEL,山猿       |
| 2012年12月5日  | 「今日、恋をはじめます」オフィシャルアルバム                              | オムニバス                 | NAGISA                                                 |
| 2012年12月5日  | アイのうた5                                                               | オムニバス                 | ボクでいいよね ～愛のうた～ feat.LGMonkees             |
| 2012年12月19日 | NO DOUBT FLASH presents ALL COVER TRACKS                                  | オムニバス                 | 春夏秋冬 feat.GIO,ITACHI,DJ PSYCHO from PURPLE REVEL   |
| 2012年12月19日 | NO DOUBT FLASH presents ALL COVER TRACKS                                  | オムニバス                 | Only Holy Story                                        |
| 2013年1月16日  | A GIRL↑↑ mixed by DJ和                                                    | オムニバス                 | 愛した君がいた feat.LGYankees,LGMonkees                |
| 2013年1月16日  | A GIRL↑↑ mixed by DJ和                                                    | オムニバス                 | ボクでいいよね ～愛のうた～ feat.LGMonkees             |
| 2013年3月13日  | I LOVE mama PRESENTS MAMA SONGS                                           | オムニバス                 |                                                        |
| 2013年3月20日  | NO DOUBT TRACKS CD BOX!!! 〜BEST HIT COLLECTION 2008-2011〜               | オムニバス                 | First Desire feat.HIRO from LGYankees,山猿             |
| 2013年3月20日  | NO DOUBT TRACKS CD BOX!!! 〜BEST HIT COLLECTION 2008-2011〜               | オムニバス                 | STEP BY STEP feat.山猿                                 |
| 2013年3月20日  | NO DOUBT TRACKS CD BOX!!! 〜BEST HIT COLLECTION 2008-2011〜               | オムニバス                 | 俺たちの絆 feat.山猿                                   |
| 2013年3月20日  | NO DOUBT TRACKS CD BOX!!! 〜BEST HIT COLLECTION 2008-2011〜               | オムニバス                 | もしも願いが叶うのなら × LGMonkees                     |
| 2013年3月20日  | NO DOUBT TRACKS CD BOX!!! 〜BEST HIT COLLECTION 2008-2011〜               | オムニバス                 | Powder snow feat.山猿                                  |
| 2013年3月20日  | NO DOUBT TRACKS CD BOX!!! 〜BEST HIT COLLECTION 2008-2011〜               | オムニバス                 | Flap Away feat.山猿                                    |
| 2013年3月20日  | NO DOUBT TRACKS CD BOX!!! 〜BEST HIT COLLECTION 2008-2011〜               | オムニバス                 | Only Holy Story                                        |
| 2013年12月4日  | A GIRL↑↑2 mixed by DJ和                                                   | オムニバス                 | 3090〜愛のうた〜                                       |
| 2015年9月16日  | 確かに本気の恋だった                                                      | オムニバス                 | 3090〜愛のうた〜                                       |
| 2016年7月6日   | NARUTO THE BEST                                                           | TVサントラ                 | 風                                                     |
| 2016年10月26日 | A GIRL↑↑4 mixed by DJ和                                                   | DJ和                       | 180°                                                   |
| 2017年9月13日  | 確かにあの涙は恋だった。                                                  | オムニバス                 | 3090～愛のうた～                                       |
| 2018年1月10日  | 週刊少年ジャンプ50th Anniversary BEST ANIME MIX vol.1                     | オムニバス                 | 風                                                     |
| 2018年5月23日  | デュエットしようよ                                                        | MAY'S                      | Forever ～これが奇跡なら～ with 山猿                   |
| 2018年5月30日  | あの・・こっからが山場なんですケド。                                      | 遊助                       | 常勝 遊turing 山猿                                     |
| 2018年7月18日  | 告ラボ                                                                    | erica                      | #公開告白 feat.山猿                                    |
| 2018年10月17日 | 確かにあの日々は恋だった。                                                | オムニバス                 | 180°                                                   |
| 2018年10月17日 | 確かにあの日々は恋だった。                                                | オムニバス                 | 赤い実ハジケタ恋空の下                                 |
| 2019年10月9日  | 確かにあの瞬間は恋だった。                                                | オムニバス                 | 3090～愛のうた～                                       |
| 2023年8月9日   | 夜明け -Be Alive-                                                         | HIPPY                      | いまキミ愛してる feat.山猿                             |

| 発売日        | 作品タイトル                                               | 規格    | 主要キャスト |
| ------------- | ---------------------------------------------------------- | ------- | ------------ |
| 2009年3月4日  | NO DOUBT!!!-NO LIMIT-LIVE 2008                             | DVD     | LGYankees    |
| 2010年4月7日  | NO DOUBT LIFE!! LIVE TOUR 2009                             | DVD     | LGYankees    |
| 2013年3月20日 | NO DOUBT TRACKS DVD BOX!!! BEST HIT COLLECTION 2008-2011   | DVD     | オムニバス   |
| 2013年12月4日 | Masayuki Suzuki taste of martini tour 2013 〜Open Sesame〜 | DVD     | 鈴木雅之     |
| 2013年12月4日 | Masayuki Suzuki taste of martini tour 2013 〜Open Sesame〜 | Blu-ray | 鈴木雅之     |

## タイアップ一覧
| 年     | 楽曲                    | タイアップ先                                                                                                   |
| ------ | ----------------------- | --- |
| 2010年 | Greatful Days feat. Noa | 日本テレビ系列トーク番組『ブランディア うれしいことふやそう！』2010年9月度エンディングテーマ                   |
| 2011年 | ペルセウス              | テレビ東京系列アニメ『テガミバチ REVERSE』後期エンディングテーマ                                               |
| 2011年 | きき手                  | 『第64回鹿児島県高等学校サッカー競技大会全国高校総体・県大会決勝戦』テーマソング                               |
| 2011年 | 3090〜愛のうた〜        | KBCテレビ系スポーツ中継『第94回全国高等学校野球選手権大会』イメージソング                                      |
| 2011年 | 宝島                    | ワーナー ブラザース ジャパン配給アニメ映画『豆富小僧』挿入歌                                                   |
| 2011年 | イマアイ                | 伊豆シャボテン公園『元祖カピバラの露天風呂』30周年キャンペーンソング                                           |
| 2011年 | イマアイ                | ドワンゴ『dwango.jp』CMソング                                                                                  |
| 2011年 | イマアイ                | エムティーアイ『music.jp』CMソング                                                                             |
| 2012年 | NAGISA                  | 東宝配給映画『今日、恋をはじめます』テーマソング                                                               |
| 2012年 | 君は愛されてる          | 福岡市薬剤師会・エフエム福岡・福岡市社会貢献事業『ダメ。ゼッタイ。薬物乱用防止キャンペーン』キャンペーンソング |
| 2015年 | カジカ                  | 福井テレビ夕方ワイド番組『おかえりなさ～い』エンディングテーマ                                                 |
| 2015年 | カジカ                  | ショートフィルム『あいことば』主題歌                                                                           |
| 2015年 | 桜色の記憶…             | ショートフィルム『あいことば』主題歌                                                                           |
| 2015年 | 正直者はバカをみる！    | ショートフィルム『あいことば』主題歌                                                                           |
| 2015年 | 4Life                   | 私立大学『国際医療福祉大学』特待奨学生特別選抜入試CMソング                                                     |
| 2015年 | 風                      | テレビ東京系列アニメ『NARUTO -ナルト- 疾風伝』第17期オープニングテーマ                                         |
| 2015年 | 無口な明日を嫌わないで  | 労働金庫『東北労働金庫』CMソング                                                                               |
| 2015年 | MAMA                    | 伊豆シャボテン公園『元祖カピバラの露天風呂』キャンペーンソング                                                 |
| 2016年 | DREAMER                 | 日本テレビ系列音楽番組『バズリズム』2016年11月度エンディングテーマ                                             |
| 2016年 | DREAMER                 | 『山道最速王決定戦2017』テーマソング                                                                           |
| 2017年 | バイバイ‥               | 福井テレビ夕方ワイド番組『おかえりなさ〜い』エンディングテーマ                                                 |
| 2017年 | バイバイ‥               | フジテレビ主催イベント『お台場ラーメンPARK in 福井』2017年度告知CMソング                                       |
| 2017年 | バイバイ‥               | 日本テレビ系列バラエティ番組『採用!フリップNEWS』2017年4月度エンディングテーマ                                 |
| 2017年 | 太陽                    | ショッピングモール『ザ・モール仙台長町』20周年記念リニューアルオープンイメージソング                           |
| 2017年 | アオハル                | 『第4回ダンロップ・スリクソン福島オープン』2017年度大会テーマソング                                            |
| 2017年 | アオハル                | 学校法人石川義塾創立125周年記念番組『ガクセキ!1・2のGO!!未来へ感動結晶』番組イメージソング                     |
| 2018年 | ありがとう              | BS朝日系テレビドラマ『戊辰150周年記念特別番組「AIZU」』大義編主題歌                                            |
| 2018年 | ありがとう              | BS日本系テレビドラマ『戊辰150周年記念特別番組「AIZU」』道義編主題歌                                            |
| 2018年 | ありがとう              | BSフジ系テレビドラマ『戊辰150周年記念特別番組「AIZU」』信義編主題歌                                            |
| 2018年 | ありがとう              | BS-TBS系テレビドラマ『戊辰150周年記念特別番組「AIZU」』忠義編主題歌                                            |
| 2018年 | ありがとう              | テレビ朝日系列音楽番組『musicる TV』2018年5月度エンディングテーマ                                              |
| 2018年 | 満月                    | 『第5回ダンロップ・スリクソン福島オープン』2018年度大会テーマソング                                            |
| 2018年 | 満月                    | KFBテレビ系夕方ワイド番組『福島まるごとライブ ヨジデス』2018年4月度エンディングテーマ                          |

## ライブ
一般的なスタジオ・アルバムを引っ提げてのアルバムツアーの他、紅白猿合戦と題した年末スペシャルライブを不定期で開催している。主にライブハウスを主体として公演を行っているが、地元である福島公演では多目的ホールやコンサートホールといった、ホールクラスの会場が使用されている。当初はDJスタイルであったが、次第にバンドスタイルでも行われるようになった。

## 出演イベント
| 公演年 | 形態               | タイトル                                                                               | 公演日・会場                                                            |
| ------ | ------------------ | -------------------------------------------------------------------------------------- | ----------------------------------------------------------------------- |
| 2011年 | スペシャルゲスト   | LIVE CARAVAN 2011                                                                      | 05/26 F.A.D YOKOHAMA (神奈川県)                                         |
| 2011年 | ゲスト出演         | Date fm 夕涼みコンサ－ト                                                               | 08/06 仙台勾当台公園 (宮城県)                                           |
| 2011年 | ゲスト出演         | Date fm 夕涼みコンサ－ト                                                               | 08/07 仙台勾当台公園 (宮城県)                                           |
| 2011年 | ゲスト出演         | Date fm 夕涼みコンサ－ト                                                               | 08/08 仙台勾当台公園 (宮城県)                                           |
| 2012年 | ゲスト出演         | SDD TOWN MEETING                                                                       | 01/28 阪急西宮ガーデンズ (兵庫県)                                       |
| 2012年 | ゲスト出演         | 第1回福魂祭                                                                            | 03/11 ベルヴィ郡山館 (福島県)                                           |
| 2012年 | ゲスト出演         | HAPPY JACK 2012                                                                        | 03/17 熊本DRUM Be-9 V2 (熊本県)                                         |
| 2012年 | ゲスト出演         | SNGT55-ver.11-(シンガタ・ゴーゴー)                                                     | 04/27 大阪BIG CAT (大阪府)                                              |
| 2012年 | ゲスト出演         | Yes! We Cannen!                                                                        | 06/15 Shibuya duo MUSIC EXCHANGE (東京都)                               |
| 2012年 | ゲスト出演         | みんな集まれ!2012                                                                      | 08/04 音霊 OTODAMA SEA STUDIO (神奈川県)                                |
| 2012年 | ゲスト出演         | 日刊スポーツ主催 東日本大震災復興チャリティー 2012神宮外苑花火大会                     | 08/10 明治神宮野球場 (東京都)                                           |
| 2012年 | ゲスト出演         | MTV ZUSHI FES 12 supported by RIVIERA                                                  | 08/12 リビエラ逗子マリーナ特設会場 (神奈川県)                           |
| 2012年 | ゲスト出演         | ラジ☆コデ JJ ガールズフェス                                                            | 08/24 Zepp Tokyo (東京都)                                               |
| 2012年 | ゲスト出演         | 映画「今日、恋」公開前夜祭 今日、恋をはじめナイト!!                                    | 12/03 Shibuya O-EAST (東京都)                                           |
| 2013年 | ゲスト出演         | 第2回福魂祭                                                                            | 03/11 郡山女子大学建学記念講堂・大ホール (福島県)                       |
| 2013年 | ゲスト出演         | bay fm「RADIO SURPRISE!!」presents お見合いサプライズ2～LOVE IS BEUTIFUL～inマザー牧場 | 03/20 マザー牧場 (千葉県)                                               |
| 2013年 | ゲスト出演         | みちのく合衆国 ～いつでもNIPPON応援団!～ in 福島                                       | 03/30 福島県営あづま総合体育館・メインアリーナ (福島県)                 |
| 2013年 | ゲスト出演         | 勝菊亭                                                                                 | 06/11 Shibuya duo MUSIC EXCHANGE (東京都)                               |
| 2013年 | ゲスト出演         | RAMHOME Vol.4                                                                          | 06/15 代官山UNIT (東京都)                                               |
| 2013年 | ゲスト出演         | Aqua Timez "two timez one night" tour 2013                                             | 08/17 仙台Rensa (宮城県)                                                |
| 2013年 | オープニングアクト | SOUL POWER SUMMIT 2013                                                                 | 08/30 東京国際フォーラム・ホールA (東京都)                              |
| 2013年 | オープニングアクト | SOUL POWER SUMMIT 2013                                                                 | 08/31 東京国際フォーラム・ホールA (東京都)                              |
| 2013年 | オープニングアクト | SOUL POWER SUMMIT 2013                                                                 | 09/07 大阪国際会議場グランキューブ大阪・メインホール (大阪府)           |
| 2013年 | オープニングアクト | SOUL POWER SUMMIT 2013                                                                 | 09/08 大阪国際会議場グランキューブ大阪・メインホール (大阪府)           |
| 2013年 | ゲスト出演         | 21st Sunset Live 2013 -Love&Unity-                                                     | 09/06 芥屋海水浴場キャンプ場・Palm Stage (福岡県)                       |
| 2013年 | ゲスト出演         | FM FUKUI BEAT PHOENIX 2013                                                             | 09/16 福井フェニックスプラザ・大ホール (福井県)                         |
| 2014年 | ゲスト出演         | WINTER SUMMIT vol.1                                                                    | 02/08 大阪BIG CAT (大阪府)                                              |
| 2014年 | ゲスト出演         | The男子音楽厨房リリースツアー                                                          | 02/23 CIRCUS Osaka (大阪府)                                             |
| 2014年 | ゲスト出演         | 第3回福魂祭 FUKUSHIMA SOUL                                                             | 03/11 福島県産業交流館ビッグパレットふくしま・多目的展示ホール (福島県) |
| 2014年 | 対バンライブ       | パンダライオンスタジアム 交流戦 ～ホームゲーム4連戦～                                  | 07/18 仙台darwin (宮城県)                                               |
| 2014年 | ゲスト出演         | BOUNCE IN THE HALL 2014                                                                | 07/20 倉敷市民会館 (岡山県)                                             |
| 2014年 | ゲスト出演         | 奥会津ロックフェスティバル 2014                                                        | 08/30 美坂高原・特設ステージ (福島県)                                   |
| 2014年 | ゲスト出演         | MEGA★ROCKS 2014                                                                        | 10/04 仙台darwin (宮城県)                                               |

| 公演年 | 形態       | タイトル                                                                | 公演日・会場                                                            |
| ------ | ---------- | ----------------------------------------------------------------------- | ----------------------------------------------------------------------- |
| 2014年 | ゲスト出演 | 2014四国放送まつり                                                      | 10/13 あすたむらんど徳島・芝生広場 (徳島県)                             |
| 2014年 | ゲスト出演 | 「俺だ!俺だ! いや、俺だ‼︎」                                              | 11/13 TSUTAYA O-EAST (東京都)                                           |
| 2014年 | ゲスト出演 | 音楽宝石箱 2ND                                                          | 12/21 熊本産業展示場グランメッセ熊本・展示ホール (熊本県)               |
| 2014年 | ゲスト出演 | Eve Eve Eve                                                             | 12/22 郡山CLUB#9 (福島県)                                               |
| 2015年 | ゲスト出演 | 第4回福魂祭 FUKUSHIMA SOUL                                              | 03/11 福島県産業交流館ビッグパレットふくしま・多目的展示ホール (福島県) |
| 2015年 | ゲスト出演 | NARUTO THE LIVE vol.0                                                   | 04/11 東京国際フォーラム・ホールC (東京都)                              |
| 2015年 | ゲスト出演 | 第34回全国城下町シンポジウム會津大会 城を愛でる日 2015 ～市民大交流会～ | 05/23 鶴ヶ城市民公園・本丸内特設ステージ (福島県)                       |
| 2015年 | ゲスト出演 | イナズマロックフェス2015                                                | 09/20 烏丸半島芝生広場・フリーエリア風神ステージ (滋賀県)               |
| 2015年 | ゲスト出演 | ZIP-FM 19th ANNIVERSARY ZIP AUTUMN SQUARE 2015                          | 10/03 久屋大通公園久屋広場 (愛知県)                                     |
| 2015年 | ゲスト出演 | FM FUKUI BEAT PHOENIX 2015                                              | 10/12 福井フェニックスプラザ・大ホール (福井県)                         |
| 2015年 | ゲスト出演 | 第9回環太祭                                                             | 10/31 環太平洋大学・第1キャンパス第1体育館 (岡山県)                     |
| 2015年 | ゲスト出演 | マイショクラブ～耳の穴兄弟ツアー～                                      | 11/06 umeda AKASO (大阪府)                                              |

## 出演メディア

### 舞台
- 銀河英雄伝説 第二章 自由惑星同盟篇（2012年4月14日〜22日 東京国際フォーラム・ホールC、2012年4月28日・29日 NHK大阪ホール） - ある男 役